# Veližskij rajon
Il Veližskij rajon (in russo Велижский район?) è un rajon dell'Oblast' di Smolensk, nella Russia europea; il capoluogo è Veliž. Istituito nel 1927, ricopre una superficie di 1.473 chilometri quadrati e nel 2010 ospitava una popolazione di circa 12.000 abitanti.